# Heroica Matamoros
Heroica Matamoros, conocida como Matamoros, es una ciudad en el estado de Tamaulipas, México, cabecera del municipio homónimo. De acuerdo con el XIV Censo de Población y Vivienda 2020 elaborado por el INEGI, contó con una población de 510 739 habitantes, coronándose así como la segunda ciudad más poblada del estado detrás de Reynosa. Se encuentra al sur de la boca del río Bravo, colindando con la ciudad fronteriza de Brownsville, Texas, Estados Unidos. Pertenece a la tercera zona metropolitana más grande de Tamaulipas, solo detrás de Reynosa y Tampico misma que es la 35.ª área metropolitana más poblada de México con un total de 541 979 habitantes.
Su economía se basa mayoritariamente en el comercio con los Estados Unidos gracias al tratado internacional TLCAN. La ciudad es también uno de los sectores industriales más prometedores de México debido a la presencia de las empresas maquiladoras. Su industria automotriz es también sede de grandes compañías internacionales como General Motors, Ford y Chrysler, entre otras. La agricultura también es una base importante de la economía matamorense, ya que el municipio contiene las mayores zonas de irrigación del norte de México.
En 2012, la compañía estatal Petróleos Mexicanos (PEMEX) planeó comenzar un proyecto multimillonario en el puerto de Matamoros, lo que hubiera convertido a la ciudad en uno de los bastiones de petróleo más importantes del país. No obstante, en noviembre de 2017 se cancelaron los presupuestos y dicha compañía se retiró, dejando la oportunidad a las inversiones privadas extranjeras que decidieran hacerse cargo.
Adicionalmente, Matamoros es considerado lugar sumamente histórico, ya que fue campo de varias batallas y eventos de la Independencia de México, de la Revolución mexicana, de la Revolución Texana, de la Guerra Civil estadounidense, de la Invasión estadounidense en México, y de la Intervención francesa, donde consiguió los títulos de Invicta, Leal, y Heroica.

## Heráldica
El escudo de armas de Matamoros consiste en un rectángulo blanco superior que incluye la inscripción H. Matamoros y Tamaulipas. Debajo de este rectángulo contiene otro dividido en tres secciones, una central de blanco, que contiene la cifra 1851, que corresponde al año en el que tras la batalla del 20 al 30 de octubre obtuvo los títulos de Heroica, Leal e Invicta, y otras dos laterales que incluyen los colores de la bandera nacional de México. Debajo de este rectángulo, en el lado izquierdo se encuentra un sol de color amarillo simbolizando la vida, y en el lado derecho una zona de azul que representa el mar. En la parte inferior contiene dos cuadrados que simbolizan la cultura y una mano de cosecha. En la parte derecha una antorcha y un libro que simbolizan la cultura. En el centro del escudo se encuentra un recuadro vertical dividido en dos secciones: la superior con una fábrica de chimeneas, símbolo de la industria, y la inferior un átomo, símbolo de la ciencia. La zona inferior del escudo lleva la leyenda 28 de Enero de 1826. El marco general del escudo está compuesto por una piel de becerro curtida, símbolo de la ganadería.

## Historia

### Etapa Prehispánica
Desde la época cuaternaria los primeros pobladores fueron un desprendimiento de las siete familias nahoas que venían del norte, de la ciudad de Amaquemecan, guiadas por el sabio sacerdote Hueman. fueron los indios mayas siguiéndoles cronológicamente los Huaxteca o cuexteca (en el sur de Tamaulipas) se separaron de los toltecas, los indios Huaxteca eran sedentarios y conocían la agricultura, había en Tamaulipas otras tribus trashumantes. Tam quiere decir lugar; Tampico lugar de perros; Tamaulipas  es lugar de montes altos; Tamesí lugar de lagartos; Tancoco lugar de palomas; etcétera. Los Huaxteca no fue una tribu guerrera, su capital era Chila, situada en la Laguna del Chairel. (Libro Historia de Tamaulipas, autor Ciro R. de la Garza Treviño 1954). Sobre la etapa indígena, los primeros pobladores de la región fueron los indios carrizos, quienes eran nómadas que se dedicaban a la caza y pesca, y eran muy pacíficos.
En el año 1519, el mismo año en que Hernán Cortés llegó a  Veracruz, el capitán Alonso Álvarez de Pineda llevó a cabo una breve expedición a la región del norte de Tamaulipas, donde se nombró al río que hoy en día es conocido como Río Bravo como Río de las Palmas. Sin embargo, la exploración oficial de Matamoros se inició en 1686, cuando el general Alonso de León 'El mozo', exploró la zona y concluyó que el Río Bravo era una excelente ruta para la navegación, y que el área de Matamoros era el lugar ideal para la cría de ganado. 

### Fundación
Matamoros se fundó en 1774 por doce familias colonas a las que se les ha dado por llamar “vecinos de Camargo”, lugar que establecieron previo a llegar a lo que hoy es Matamoros. Adicionalmente, una de estas familias provenía de Reynosa. Estas, lideradas por el Capitán Ignacio Anastacio de Ayala, decidieron establecer sus chozas en aquellos territorios, comprando ciento trece sitios de ganado mayor. A efectos de protegerse de los ataques de los indios decidieron establecer sus casas en terreno del capitán llamado San Juan De Los Esteros. No hubo problema para dominar a los carrizos, pero sí lo tuvieron con los apaches y los comanches, quienes se dedicaban al asalto y al pillaje.
En total se midieron y repartieron 10 agostaderos a 14 propietarios, que dieron lugar a sendos ranchos particulares, a saber: María Antonia Villareal viuda de Cisneros, seis sitios, Caja Pinta; Miguel Chapa, 16.5 sitios, San Juan o Chapeño; Santiago y Matías Longoria, 10.5 sitios, San Vicente Chiquihuite y La Canasta; Ignacio Anastasio Ayala, 10.5 sitios, San Juan de los Esteros; José Antonio de la Garza Falcón, 18 sitios, Falconeño; José Antonio de la Garza y Luis Antonio Rodríguez, 10.5 sitios, Tahuachal y Potrero de los Gachupines; Marcelino Longoria Hinojosa y Ramón Longoria Hinojosa, 16.5 sitios, El Capote y La Barranca; José Hinojosa y Juan José Solís, 7.5 sitios, La Palma y El Soliseño; Nicolás Vela, nueve sitios, Santo Domingo; y José Antonio Cavazos, cuatro sitios, Las Ánimas. Todos ellos vecinos de Camargo, a excepción de José Antonio Cavazos, que residía en Reynosa.
Con el fin de evangelizar la provincia de Nuevo Santander en 1793, Francisco de Puelles y Manuel Julio de Silva, dos misioneros franciscanos, establecieron una capilla en San Juan de los Esteros, y propusieron un nuevo nombre para la comunidad; Congregación Nuestra Señora del Refugio de los Esteros, en honor a la patrona de los misioneros franciscanos.  
El primer presidente Municipal Constitucional fue Cayetano Girón, en 1800, momento en que se construyó la plaza de Armas (Plaza Hidalgo) y el Palacio de la Presidencia Municipal.

### México Independiente
En 1826, el gobernador Lucas Fernández envió el Decreto N.º 12 para cambiar el nombre de la Villa de Refugio por el de Villa de Matamoros, en honor a Mariano Matamoros, héroe de la guerra de la Independencia de México que participó en contiendas junto a José María Morelos. En 1827, arribó a Matamoros el suizo de origen francés Jean Louis Berlandier, quien se dedicó a realizar estudios de la flora y la fauna de la ciudad. Durante la revolución de Texas de (1836), Matamoros consistió en la fortaleza de muchos soldados mexicanos frente a los ataques rebeldes. Las dos primeras batallas de la guerra de los Estados Unidos contra México (Palo Alto y Resaca de Guerrero) se efectuaron en terrenos del fundo legal de Matamoros, ubicados al norte del río Bravo, en mayo de 1846, en las que fue derrotado el general Mariano Arista por el invasor estadounidense Zachary Taylor. 
En 1851, la ciudad de Matamoros realizó una defensa heroica contra los ataques de las tropas de José María Carbajal que eran apoyadas por soldados estadounidenses. Las tropas del general Francisco Ávalos apoyadas por los civiles liderados por el alcalde Macedonio Capistrán, fueron capaces de repeler al enemigo. Luego de esa victoria, el congreso del Estado de Tamaulipas concedió a Matamoros los títulos de Heroica e Invicta. Posteriormente, en mayo de 1852, el Congreso Federal Mexicano otorgó a Matamoros el título de Leal. Por ello Matamoros ostenta con orgullo los títulos de Heroica, Invicta y Leal (Nunca ha sido tres veces heroica).

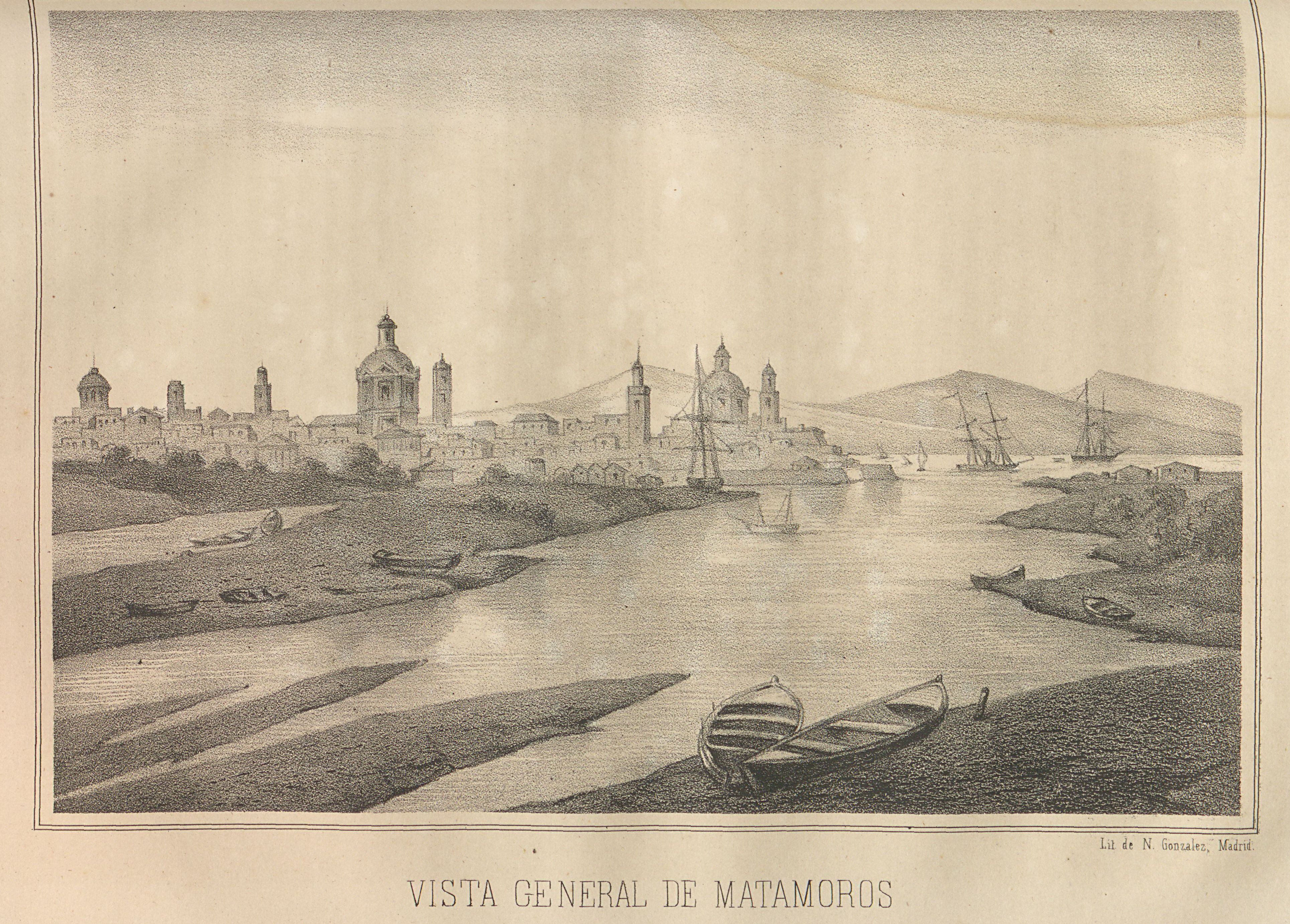
Vista general de Matamoros en una litografía de mediados del siglo XIX

El futuro de la ciudad cambió radicalmente después de declarar una región de comercio internacional o zona de libre comercio en 1858, transformación que resultó en la urbanización, la industrialización, y la expansión de Puerto Bagdad, el cual experimentó un auge económico por ser el único puerto de importaciones y exportaciones para y de los Estados Confederados de América durante la Guerra Civil Americana.
La conclusión de la guerra, sin embargo, trajo una grave crisis comercial en Puerto Bagdad, siendo posteriormente azotado por dos poderosos huracanes en 1867 que le ocasionaron tantos daños que todavía no se ha reconstruido. Además, un huracán tremendo en 1889 destruyó el puerto, dejándolo desolado. Este mismo huracán fue uno de los muchos que hubo durante el período de los devastadores huracanes de 1870 a 1889, lo que redujo la población de Matamoros a casi la mitad de su tamaño, trayendo consigo otra terrible depresión económica. Durante la Intervención francesa, Puerto Bagdad fue el escenario de la Batalla de Bagdad, donde el Ejército mexicano derrotó al Ejército francés y a sus aliados conservadores

### Periodo Revolucionario
Durante el curso de la Revolución Mexicana, el general Lucio Blanco y el coronel Francisco J. Mújica ejecutaron el primer reparto agrario en el país, en agosto de 1913. En febrero y abril de 1915, Matamoros fue atacado por generales villistas Absaul Navarra y José E. Rodríguez, siendo la defensa llevada a cabo por el general sinaloense Emiliano P. Nafarrate. En consecuencia, los años siguientes fueron prósperos para Matamoros, donde disfrutaron de otro período de oro durante la época del algodón, que duró de 1948 a 1963. En esta época, Matamoros se situó como el mayor productor y exportador de algodón en todo el estado de Tamaulipas y del país entero. Aproximadamente en 1970 se construyó la Casa Ladrillera, ubicada en la calle División del Norte de la colonia Guillermo Guajardo. En esta edificación se elaboraban los ladrillos y los almacenaban en su interior. Desde los años 1970, y especialmente durante los años 1990, después de la iniciación del Tratado de Libre Comercio de América del Norte, la inversión extranjera se multiplicó en Matamoros, resultando en gran crecimiento de la población, con habitantes que radicaban, en su mayoría, en los estados de San Luis Potosí y Veracruz.

## Geografía
La ciudad se encuentra situada al noreste de México, en el estado de Tamaulipas, en la frontera con Texas, Estados Unidos, a las orillas del río Bravo, cerca del golfo de México. Matamoros queda a 10 msnm. Se localiza en la coordenadas latitud 25º 52’ longitud 97º 30'. En general el terreno de la ciudad es plano y está cubierto de esteros o lagunas en su mayoría desecadas debido a que Matamoros se situaba entre lagos y lagunas de poca profundidad, ahora desecada. Esto se debe a la mala planeación urbana de la ciudad y el deficiente sistema del drenaje. Entre los esteros más conocidos está el Laguito, donde se construyó un pequeño puerto para los visitantes y turistas, además de un monumento dedicado a los Niños héroes y otro dedicado a la Armada de México.

### Hidrografía
Matamoros pertenece a la cuenca hidrológica del río Bravo, que por medio de un sistema de irrigación fecunda la tierra y hace posible la agricultura de riego, una de las bases de la economía de la región.
Hay varios canales que transportan en drenaje hacia las afueras de la ciudad, los cuales no cuentan con sistema de tratado de aguas negras, provocando la contaminación de otros cuerpos de agua que incluso llegan al mar.
El río Bravo y la Laguna la Palangana 
son los importantes cursos de agua de la ciudad.

### Clima
El clima de Matamoros es subtropical, con precipitaciones relativamente escasas distribuidas principalmente en verano.
Las temperaturas son cálidas en verano con muchos días por encima de los 30°C y fuertes tormentas eléctricas, además, en algunos años la ciudad puede ser afectada por huracanes del golfo de México. El invierno es frío con precipitaciones en forma de aguanieve, nieve y niebla, las temperaturas bajan de 0 °C manteniéndose las mínimas más frías entre los 0° y -15 °C. La última nevada en la ciudad se presentó el 8 de diciembre de 2017. Y en el año 2014 fue la última helada donde la ciudad estuvo a -8 °C.
| Parámetros climáticos promedio de Matamoros/Brownsville | Parámetros climáticos promedio de Matamoros/Brownsville | Parámetros climáticos promedio de Matamoros/Brownsville | Parámetros climáticos promedio de Matamoros/Brownsville | Parámetros climáticos promedio de Matamoros/Brownsville | Parámetros climáticos promedio de Matamoros/Brownsville | Parámetros climáticos promedio de Matamoros/Brownsville | Parámetros climáticos promedio de Matamoros/Brownsville | Parámetros climáticos promedio de Matamoros/Brownsville | Parámetros climáticos promedio de Matamoros/Brownsville | Parámetros climáticos promedio de Matamoros/Brownsville | Parámetros climáticos promedio de Matamoros/Brownsville | Parámetros climáticos promedio de Matamoros/Brownsville | Parámetros climáticos promedio de Matamoros/Brownsville |
| Mes                                                     | Ene.                                                    | Feb.                                                    | Mar.                                                    | Abr.                                                    | May.                                                    | Jun.                                                    | Jul.                                                    | Ago.                                                    | Sep.                                                    | Oct.                                                    | Nov.                                                    | Dic.                                                    | Anual                                                   |
| ------------------------------------------------------- | ------------------------------------------------------- | ------------------------------------------------------- | ------------------------------------------------------- | ------------------------------------------------------- | ------------------------------------------------------- | ------------------------------------------------------- | ------------------------------------------------------- | ------------------------------------------------------- | ------------------------------------------------------- | ------------------------------------------------------- | ------------------------------------------------------- | ------------------------------------------------------- | ------------------------------------------------------- |
| Temp. máx. abs. (°C)                                    | 33.9                                                    | 34.4                                                    | 41.1                                                    | 38.9                                                    | 38.9                                                    | 39.4                                                    | 39.4                                                    | 40.6                                                    | 40.6                                                    | 37.2                                                    | 36.7                                                    | 34.4                                                    | 41.1                                                    |
| Temp. máx. media (°C)                                   | 21.5                                                    | 23.3                                                    | 26.1                                                    | 28.8                                                    | 31.4                                                    | 33.5                                                    | 34.3                                                    | 34.7                                                    | 32.6                                                    | 29.8                                                    | 26.2                                                    | 22.2                                                    | 28.7                                                    |
| Temp. media (°C)                                        | 16.2                                                    | 17.9                                                    | 20.7                                                    | 23.8                                                    | 26.9                                                    | 28.9                                                    | 29.4                                                    | 29.7                                                    | 27.7                                                    | 24.6                                                    | 20.8                                                    | 16.8                                                    | 23.6                                                    |
| Temp. mín. media (°C)                                   | 10.9                                                    | 12.6                                                    | 15.3                                                    | 18.8                                                    | 22.4                                                    | 24.3                                                    | 24.6                                                    | 24.6                                                    | 22.8                                                    | 19.4                                                    | 15.3                                                    | 11.5                                                    | 18.6                                                    |
| Temp. mín. abs. (°C)                                    | -7.8                                                    | -11.1                                                   | -2.2                                                    | 2.8                                                     | 5                                                       | 13.3                                                    | 13.9                                                    | 15.6                                                    | 10.6                                                    | 1.7                                                     | -2.8                                                    | -9.4                                                    | -11.1                                                   |
| Precipitación total (mm)                                | 32.3                                                    | 27.2                                                    | 31.2                                                    | 38.9                                                    | 67.1                                                    | 65                                                      | 51.8                                                    | 62                                                      | 150.4                                                   | 95                                                      | 46                                                      | 29.2                                                    | 696.2                                                   |
| Días de precipitaciones (≥ 0.01 in)                     | 7.3                                                     | 5.5                                                     | 4.4                                                     | 4.0                                                     | 4.9                                                     | 5.9                                                     | 5.3                                                     | 6.6                                                     | 10.0                                                    | 7.5                                                     | 6.0                                                     | 7.0                                                     | 74.4                                                    |
| Horas de sol                                            | 130.2                                                   | 152.6                                                   | 207.7                                                   | 234.0                                                   | 266.6                                                   | 306.0                                                   | 334.8                                                   | 306.9                                                   | 252.0                                                   | 229.4                                                   | 165.0                                                   | 130.2                                                   | 2715.4                                                  |
| Fuente n.º 1: NOAA (normals 1981–2010)                  |                                                         |                                                         |                                                         |                                                         |                                                         |                                                         |                                                         |                                                         |                                                         |                                                         |                                                         |                                                         |                                                         |
| Fuente n.º 2: Hong Kong Observatory (sun, 1961–1990)    |                                                         |                                                         |                                                         |                                                         |                                                         |                                                         |                                                         |                                                         |                                                         |                                                         |                                                         |                                                         |                                                         |

## Demografía
Según el conteo XIV Censo General de Población del Instituto Nacional de Estadística y Geografía (INEGI)) en el 2020 la ciudad de Matamoros tiene una población de 510,739 habitantes. La ciudad tuvo un incremento de 60,924 habitantes respecto al Censo de 2010. Por su población es la 35° ciudad más poblada de México.
Hay 48.7% hombres y 51.3% mujeres en esta ciudad. 
Según datos del mismo instituto en 2016 hubo 8,577 nacimientos en esta ciudad mientras se registraron 2,609 defunciones en el mismo periodo. Para el año 2015, 4,195 personas hablaban alguna lengua indígena. Lo que representa cerca de 0.08% de la población.
| Gráfica de evolución demográfica de Heroica Matamoros entre 1900 y 2020                           |
|                                                                                                   |
| Población de los censos del Instituto Nacional de Estadística y Geografía (INEGI) de 1900 a 2020. |

## Economía

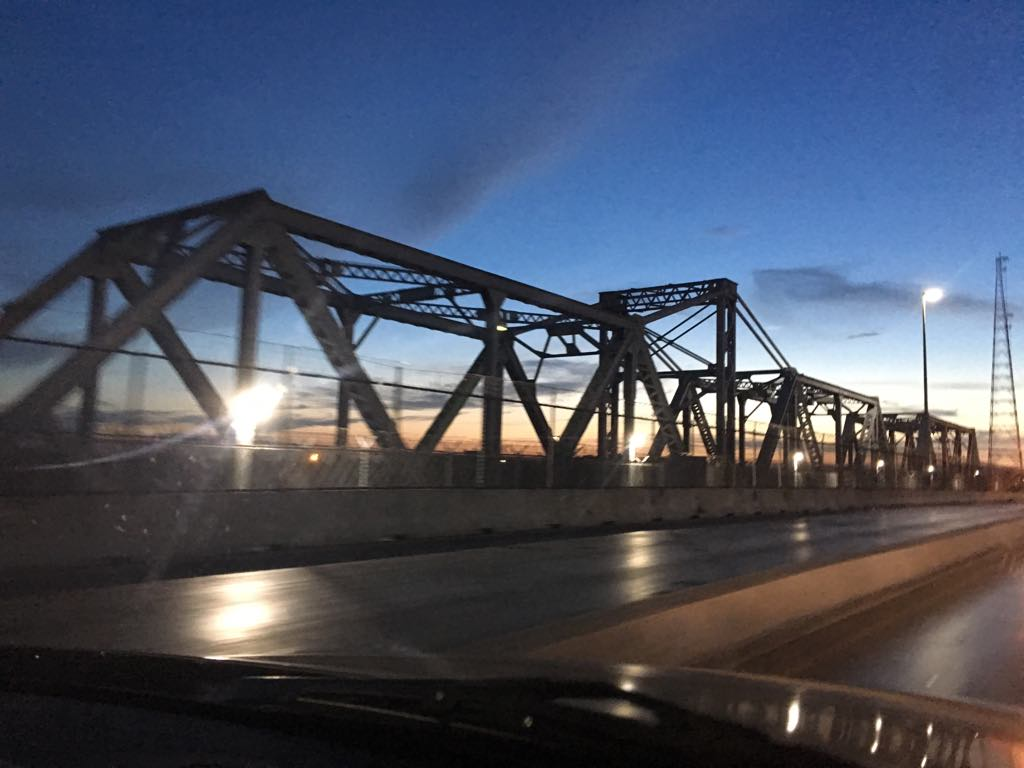
La ciudad prospera en gran parte gracias a su cercanía con los Estados Unidos; La imagen muestra la estructura del original Puente B&M.

El municipio cuenta con el Producto Interno Bruto más alto del estado con un estimado de 11,050,000 de dólares, seguido de Reynosa con 6,040,000 de dólares, seguido de Tampico que se estima en 4,850,000 de dólares. Es uno de los municipios con más crecimiento económico de Tamaulipas y de Aridoamerica con un crecimiento del 4 %, su pib por cápita es de 12,345 de dólares.

### Industria
La economía de Matamoros depende principalmente de su proximidad a los Estados Unidos, debido a la importancia de la fuerte presencia de inversión extranjera. Las empresas maquiladoras son una representación directa de la presencia estadounidense en el estado de Tamaulipas; el comercio de bienes a través de los puentes internacionales y el flujo de personas a ambos lados de la frontera juegan un papel muy importante en la postura económica de Matamoros.
Matamoros tiene más de 122 maquiladoras dedicadas en su mayoría a exportar a los Estados Unidos. Esta industria produce bienes tecnológicos variados: cables, aparatos eléctricos, componentes eléctricos, partes y accesorios para vehículos, textiles, productos químicos, maquinaria y productos de informática. El 35% de las maquiladores del estado se encuentran en Matamoros, ocupando el segundo lugar en Tamaulipas, sólo detrás de Reynosa. En diciembre de 2004, la industria maquiladora proporcionó empleo a más de 52.777 trabajadores en Matamoros, lo cual mostró un incremento de 576 puestos de trabajo en comparación con el 2003, aumentando el empleo en un 60%.
Actualmente las empresas de la industria maquiladora producen más de 65.000 empleos, y realizan más de 1400 importaciones temporales diarias.

### Comercio

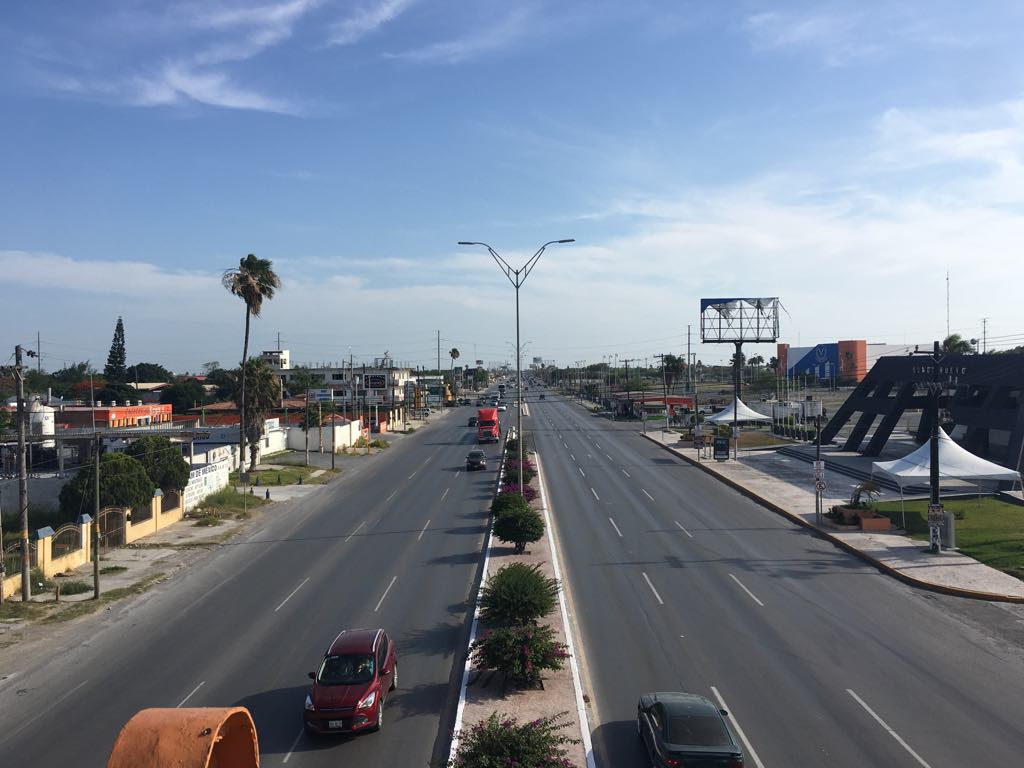
Vista aérea de la zona sur de Matamoros, actualmente en expansión.

Esta actividad económica es la segunda más importante en la ciudad de Matamoros. Genera aproximadamente el 13,5% del empleo total en el municipio. Los rápidos crecimientos de la población en Matamoros, junto con un aumento de los ingresos, han ampliado la demanda de proveedores en la zona. En todo el estado de Tamaulipas, Matamoros ocupa los primeros lugares en términos de empleo y negocios generados por la inversión extranjera en la zona, sumando un total de 238 empresas, 36% del sector de negocios en todo Tamaulipas.

### Agricultura
La zona rural de Matamoros, Tamaulipas abarca 97 comunidades, con más de 36.096 habitantes en estos sectores agrarios. Tradicionalmente, la ciudad era particularmente agrícola, ya que el cultivo del sorgo, maíz, frijoles, verduras, y del girasol alcanzaban cifras millonarias. Asimismo, el terreno en Matamoros se divide en dos facciones: gleysol único, tierra que sólo se utiliza para el pastoreo de ganado y el reistiol pelico, utilizada únicamente para los cultivos.
El municipio de Matamoros se encuentra en la cuenca del Río Bravo, y por medio de la irrigación, la agricultura florece en producción. Los dos principales proveedores de agua son el Río Bravo y el Arroyo del Tigre.

### Ganado
El bovino es el ganado predominante en el municipio de Matamoros, y la comercialización de su carne es la principal fuente de ingresos de los ganaderos de la región. De hecho, la producción de ganado va de la siguiente manera: bovinos (62%), cerdos (16%), y ovejas (9%).
En la parte norte de Tamaulipas, cerca del municipio de Matamoros, la cría de terneros se caracteriza y es bastante conocida por tener sangre europea. Sin embargo, esto sólo se ve entre los sectores especializados en la alta calidad de la carne, y estas empresas son bastante selectivas, ya que crían Charolesas, Simmentales, y Brahmans.

### Industria Pesquera
Matamoros, Tamaulipas cuenta con más de 117 kilómetros de costa en el Golfo de México, y con un total de 70.000 hectáreas de Laguna Madre. Además, hay actividades de pesca en lugares como La Higuerillas, La Capilla, Rincón de las Flores, El Mezquital y Playa Bagdad. La ciudad cuenta con 10 empresas pesqueras que operan en todas estas áreas.

## Turismo

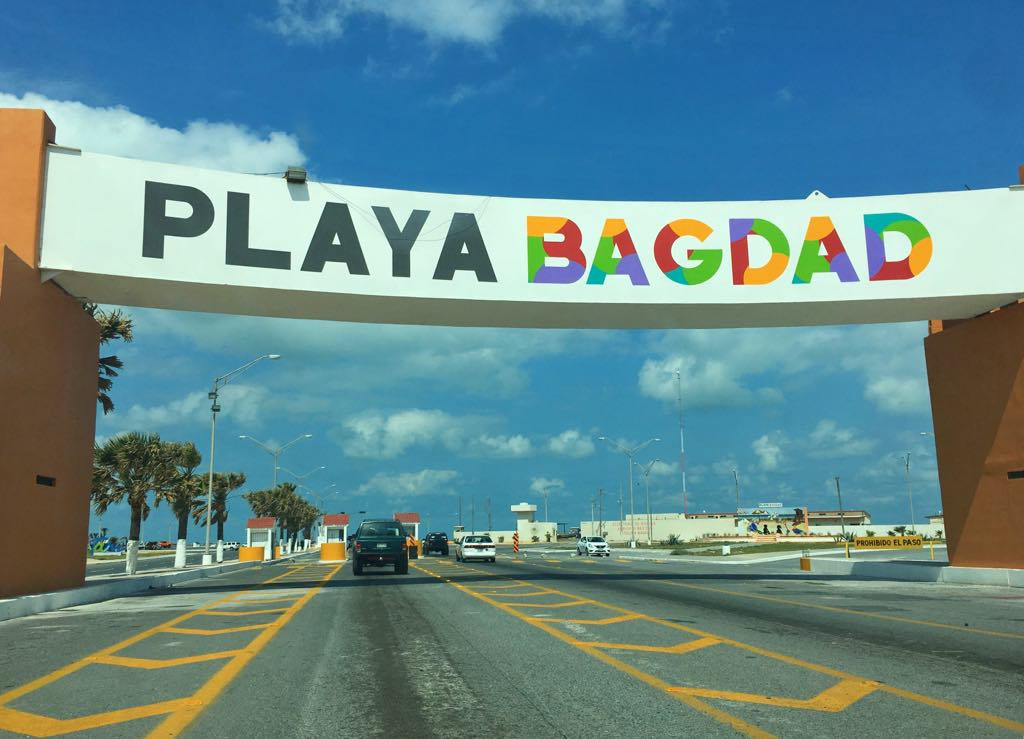
Playa Bagdad es el destino más popular de esta ciudad.

El turismo de Matamoros es principalmente fronterizo (residentes de Estados Unidos que cruzan la frontera para comprar artículos de consumo y artesanía mexicana) y de playa, con torneos de pesca. La Playa Bagdad es un destino turístico a nivel estatal y es el único lugar en el país que además de ser frontera con los Estados Unidos, limita con el Golfo de México.
El Festival del Mar se fundó en 1982 y hay turistas del interior del estado así como de los estados de Coahuila, Nuevo león, Veracruz y San Luis Potosí principalmente.

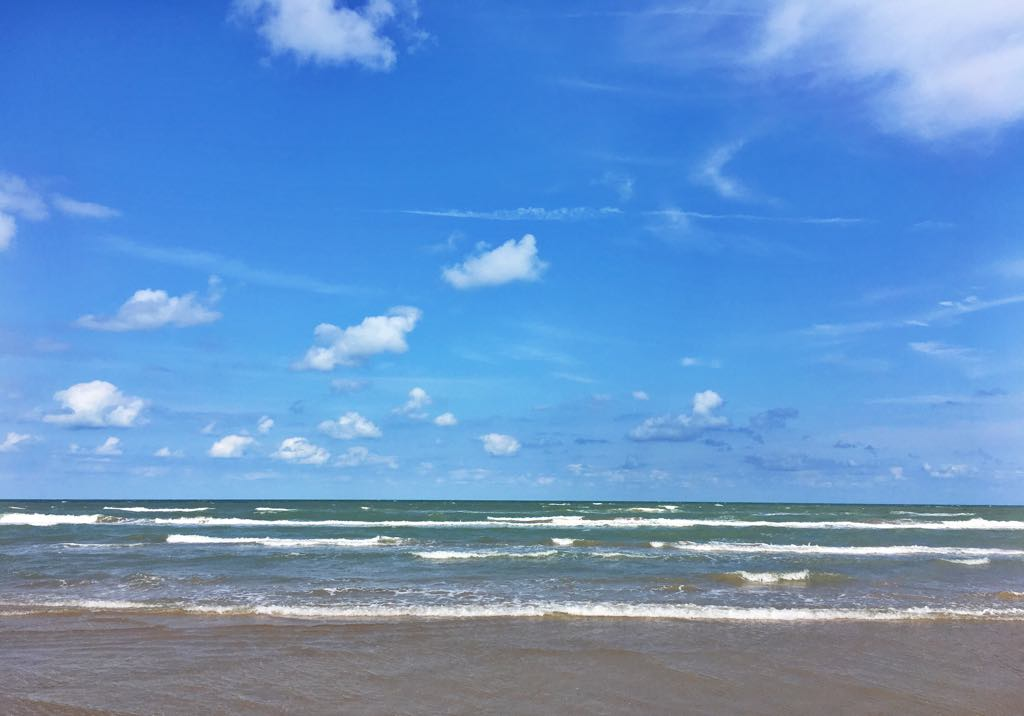
Vista del mar en Playa Bagdad

### Museos
Otro de los puntos de interés son sus museos, siendo Matamoros la ciudad que mayor cantidad posee del estado. Se cuentan los siguientes:

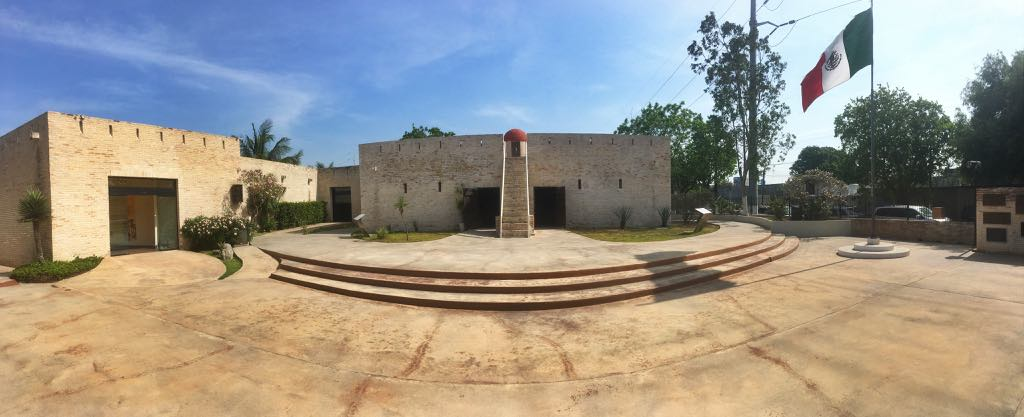
Museo Histórico Fuerte Casa Mata

- Museo Casamata:[36] Fuerte Remodelado para funcionar como Museo dedicado a la historia prehispánica, virreinal y contemporánea de Matamoros, está alojado en un edificio que representa la última muestra conservada de los diez fortines construidos a lo largo de la frontera con Estados Unidos.

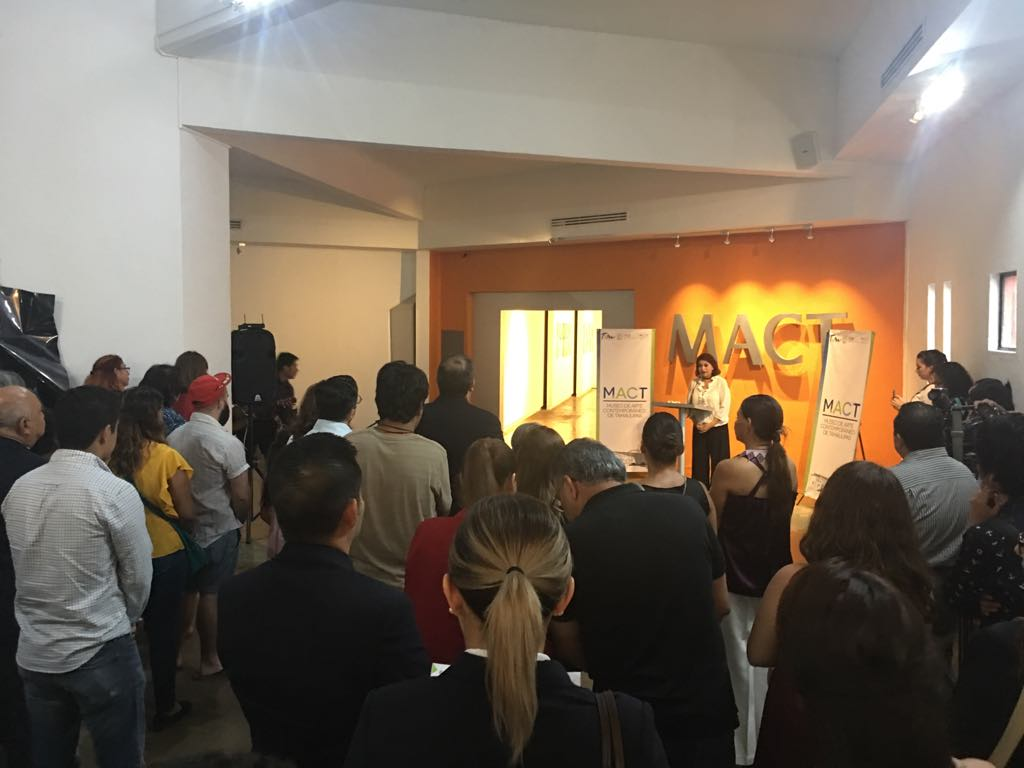
Exposición en el MACT.

- Museo de Arte Contemporáneo de Tamaulipas:[37] En su origen fue un proyecto del Plan Nacional Fronterizo que se inauguró en la ciudad el 19 de julio de 1969 como un centro artesanal dedicado al fomento de las artesanías locales, para beneficio de sus autores y de la economía nacional. Durante los ochenta pasó a ser Museo del Maíz, y después de 2002 centro cultural de arte contemporáneo, con actividades como exposiciones o teatro. En su interior alberga una librería y una tienda de FONART, con artesanías de toda la república.

- Museo del Agrarismo Mexicano:[38] dedicado a la colonización de la tierra, la reforma agraria y las expropiaciones latifundistas. El origen del museo es la expropiación y posterior reparto de la Hacienda los Borregos, propiedad de un familiar del dictador Porfirio Díaz, entre los trabajadores que la trabajaban, una de las primeras acciones de reforma agraria de la Revolución mexicana.

- Museo Rigo Tovar:[39] Ubicado dentro del Parque Olímpico Cultura y Conocimiento. Este inmueble recopila la historia del llamado ídolo de multitudes Rigo Tovar, contando con exhibición de la discografía oficial del cantante, artículos personales, una escultura de cera así como exhibición de películas en las que el cantante participó.

- Museo del Ferrocarril:[40] Con la temática de una estación de ferrocarril, este museo relata la historia de la época del detonamiento del ferrocarril en México, así como su importancia en el desarrollo de esta región el cual se encuentran los planos de el puente viejo (antes utilizado para el transporte en tren).

### Otros sitios de interés
La playa Bagdad y los museos son algunos de los puntos principales para visitar en esta ciudad fronteriza; sin embargo, existen otros sitios que pueden resultar de interés para el turista, como pueden ser:
- Plaza Hidalgo: Es la plaza principal de la ciudad, en ella se encuentran una explanada con árboles y un kiosko en el centro, alrededor se encuentran edificios importantes, como el Palacio de gobierno y la Catedral. La apariencia de los edificios alrededor (a excepción de la catedral) data de los años 1970s.
- Casa Cross: una casa de estilo "colonial" mediterráneo francés edificada en 1885, con una fuerte influencia de la criolla de Nueva Orleans. La familia Cross, encabezada por Don Melitón Cross, un comerciante de raza negra de origen inglés, ordenó construir esta casa en el año de 1885 y allí residió con su esposa e hijas hasta su muerte. El material de la edificación, los tapices, cortinas, alfombras y objetos decorativos proceden de Europa. A la muerte de sus propietarios, este edificio empezó a deteriorarse. En 1982 Filemón Garza adquirió esta residencia, reconstruyéndola conforme a su estado original. Actualmente sólo es posible ver su exterior ya que se encuentra cerrada al público.

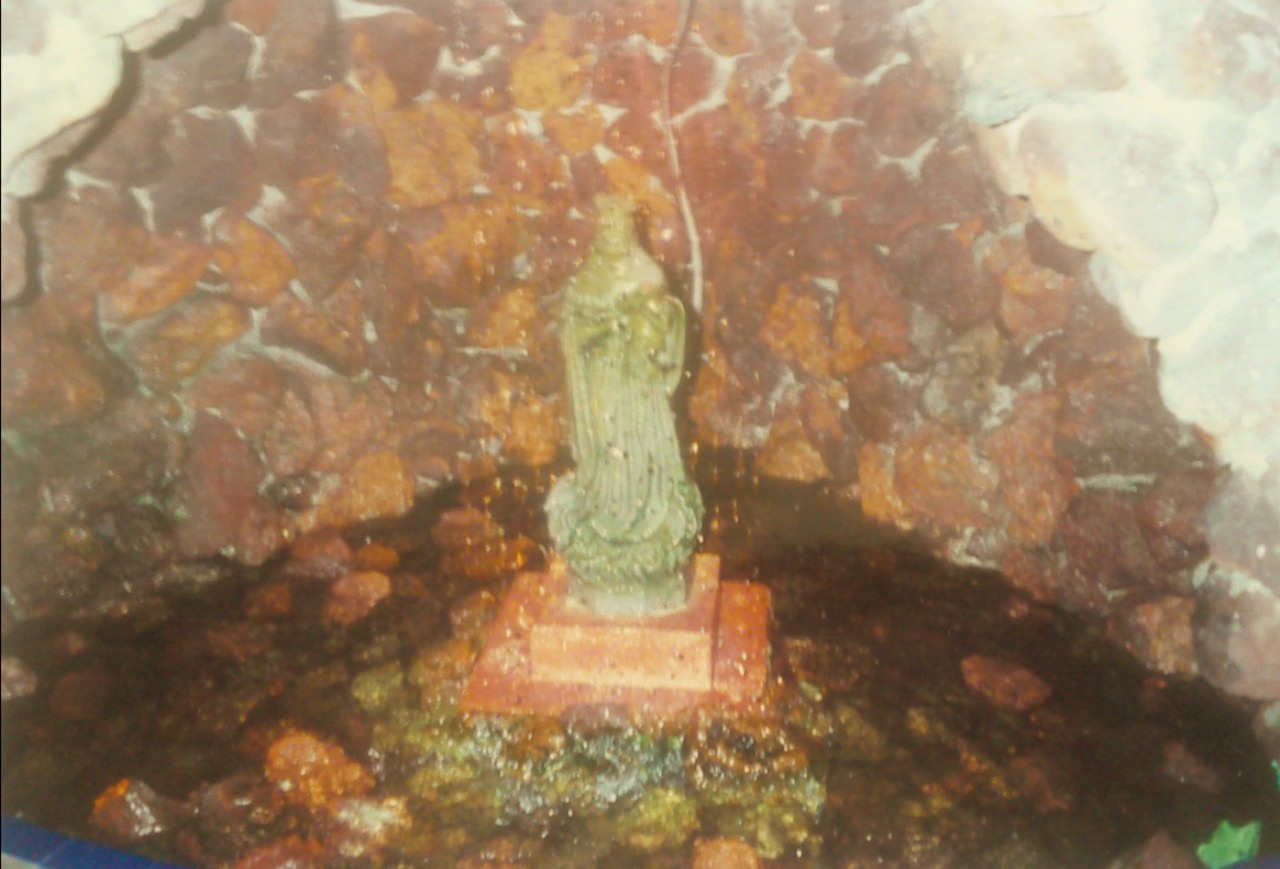
Estatuilla de la Virgen María y fuente en el exterior de la Catedral de Matamoros.

- Casa Yturria: Construcción que data de 1860, construida por el arquitecto Henry A. Peeler. Esta morada sirvió como Consulado de los Estados Unidos a finales del siglo XIX.

- Plaza Allende: Ubicada en el centro de la ciudad, en el conocido "barrio capilla" (conocido así por la Parroquia del sagrado corazón de jesús, ubicada en este lugar) esta plaza cuenta con un kiosco en el centro del inmueble, así como con corredores para pasear con la familia o con amigos. También se puede degustar alimentos en los puestos ubicados en la misma.

- Instituto Regional de Bellas Artes en Matamoros: Centro dedicado a la formación y desarrollo de las artes donde se imparten cursos y talleres artísticos para niños. Así como la realización de eventos culturales.

- Catedral de Nuestra Señora del Refugio: Es el centro religioso de mayor importancia para el catolicismo en esta ciudad; el edificio fue construido entre 1825 y 1831.

- Teatro de la Reforma: Inaugurado en 1865, es el mayor y más importante teatro de la ciudad, en el se presentan danzas, música, obras de teatro, entre otras actividades de entretenimiento, está ubicado a pocos metros de la plaza principal. Pese a haber sido diseñado originalmente en el siglo XIX por Henry A. Peeler, su forma actual data de 1991.
- Estadio de El Hogar. Es el estadio privado, casa del equipo de fútbol de segunda división Gavilanes de Matamoros.
- Parque "El laguito": está ubicado alrededor de un antiguo estero, rodeado de áreas verdes, un parque y demás zonas de recreación, en el lago habitan tortugas y garzas.
- Parque Olímpico: Ubicado muy cerca de la frontera con Estados Unidos, es un parque de gran tamaño en el cual se encuentra La Gran Puerta de México, un icónico monumento de la ciudad. En el parque hay áreas verdes y ciclopistas.

### Centros comerciales
- Plaza Fiesta
- Plaza Real (Comúnmente sólo referida como HEB)
- Plaza Patio (Antes conocida como Plaza Sendero)
- Plaza Lauro Villar
- Plaza Laguneta
- Plaza Palmas
- Plaza Mi tienda del ahorro

## Aeropuerto
El Aeropuerto Internacional General Servando Canales o Aeropuerto Internacional de Matamoros (código IATA: MAM, código OACI: MMMA), es un aeropuerto internacional localizado a 9 kilómetros de la ciudad de Matamoros (Tamaulipas, México), muy cercano a la frontera entre Estados Unidos y México. Es operado por Aeropuertos y Servicios Auxiliares (ASA), una corporación del gobierno federal.
Fue incorporado a la Red ASA en 1965, y cuenta con una superficie de 469 hectáreas aproximadamente. Su plataforma para la aviación comercial es de 15.360 metros cuadrados; además, tiene tres posiciones y una pista de 2,3 kilómetros de longitud, apta para recibir aviones tipo Boeing 737, McDonell Douglas MD-80, Embraer ERJ 145 y Embraer 190; avionetas como la Cessna 172, Cessna 208 y el King Air 350.
Actualmente el aeropuerto recibe aviones privados, además de Aeromexico Connect, con un vuelo diario aproximadamente a las 2 de la tarde proveniente de la Ciudad de México. El aeropuerto a su vez funciona de punto de partida para trabajadores de la industria petrolera que se trasladan en helicóptero varios kilómetros mar adentro, ya que ahí se encuentra una plataforma petrolera. Posee estacionamiento propio, con capacidad para 210 lugares y ofrece los servicios de renta de autos y transporte terrestre.
En el 2016, recibió a 97,883 pasajeros,  mientras que hasta noviembre de 2017 había recibido a 82,305 pasajeros.
Su horario oficial de operación es de las 7:00 a las 24:00 horas.
| Aerolíneas           | Destinos                            |
| -------------------- | ----------------------------------- |
| Aeroméxico           | Ciudad de México                    |
| Estafeta Carga Aérea | Ciudad de México, Ciudad Victoria   |
| Aerus                | Monterrey, Tampico, Ciudad Victoria |

## Educación y cultura
- Universidad Tecnológica de Matamoros Archivado el 16 de noviembre de 2020 en Wayback Machine.
- El Parque Olímpico Cultura y Conocimiento; cuenta con una infoteca y un teatro al aire libre, pista para caminar así como la escultura La Gran Puerta de México, situado en el antiguo Estero del Bravo.
- El Instituto Regional de Bellas Artes: Centro dedicado a la promoción y la formación en las bellas artes, con numerosos cursos y talleres en las diferentes expresiones artísticas.
- El Teatro de la Reforma: Data de 1861 (inaugurado en 1865).
- Orquesta Sinfónica Esperanza Azteca Heroica Matamoros TV Azteca MX
- Los Lienzos Charros: "La Costeña", "San Juan de los Esteros" y la "Villa de Matamoros".
- Colegio San Juan siglo XXI Escuela Superior de Música: La escuela de Música más importante del estado de Tamaulipas, que tiene su orquesta sinfónica, Taller de jazz y Varias disciplinas.
- Universidad Juan José de la Garza
- Universidad Autónoma De Tamaulipas Campus Matamoros
- Universidad de Matamoros
- Universidad Tamaulipeca
- Universidad Nuevo Santander
- Universidad Miguel Alemán
- Universidad Del Atlántico
- Universidad Noreste de México
- Instituto Odontología de Matamoros
- Instituto Fronterizo
- Instituto Tamaulipeco de Capacitación Para El Empleo
- Instituto de Estudios Superiores Antonio Caso
- Instituto Oriente
- Instituto Odontológico de Matamoros
- Instituto Bicentenario
- Instituto de Ciencias Estudios Superiores del Estado de Tamaulipas
- Instituto Lizardi
- Instituto Franklin Roosvelt
- Centro de Estudios Tecnológicos del MAR No. 35 (CETMAR 35)
- Colegio México
- Colegio Don Bosco
- Colegio Americano Nuevo Santander
- Colegio La Salle
- Centro Universitario del Noreste
- Colegio Cima
- Colegio NorthGate
- Colegio Internacional Terranova
- Colegio Internacional de la Fe
- Colegio San Juan De los Esteros
- Colegio Silvano Carbajal
- Colegio San Jorge
- Colegio Juvenal Rendon
- Colegio de Contadores Públicos de Matamoros
- Colegio de Odontólogos de Matamoros
- Colegio OXFORD
- Colegio Universitario del Noreste
- Colegio Bilingüe OXFORD
- Colegio Bilingüe Harvard
- Colegio Bilingüe Nueva Vida
- Colegio Bilingüe La Magia del Aladino
- Colegio Bilingüe Saint Trinny
- Colegio Bilingüe Sinai
- Colegio Bilingüe Villa Freniet
- Colegio Bilingüe De Matamoros
- Escuela Preparatoria Federal por Cooperación “Lic. y Gral. Juan José de la Garza”
- Instituto Tecnológico de Matamoros
- Escuela Preparatoria Federal por Cooperación “Ricardo Flores Magón”

## Personajes destacados
- Rigoberto Tovar García "Rigo Tovar" (1946-2005): cantante y compositor, autor de varios éxitos, entre ellos 'Mi Matamoros Querido'.[43]
- Manuel del Refugio González Flores (1833-1893): militar y político mexicano, presidente de México entre 1880 y 1884.
- Lauro Villar[44] (1849-1923): militar mexicano que se distinguió en la defensa del Palacio Nacional junto a Ángel Ortiz Monasterio repeliendo el ataque rebelde del general Bernardo Reyes en la Decena Trágica el 9 de febrero de 1913.
- Dulce (1955-2024): cantante mexicana.
- Carlos de los Cobos (1958): exfutbolista mexicano y director técnico, representó a su país en la Copa Mundial de Fútbol de 1986.
- División Minúscula: banda de rock alternativo.
- Edmundo Gómez: (1955-2010) musico excantante exlíder fundador teclasista del Grupo Bagdad.
- Felipe Barrientos: músico y compositor. Exintegrante del Grupo Mojado.
- Auditivo (banda): banda de rock pop.
- Octavio Herrera Pérez (1955): historiador y rector fundador de El Colegio de Tamaulipas.
- San Osvaldo (1999): comediante de stand up y teatro. Locutor del programa de radio “Cachondillos Time”
- Teresa "Tay" Suarez (1989): artista de banda, luchadora por los derechos de la comunidad LGBTQIA+, mas conocida por sus exitos "Verano Cruel", "El Hombre", "Sacudir Lo Apagado", "Espacio En Blanco", "Estilo", "Te Tienes Que Calmar", "Anti-Heroe", entre muchas otras.

## Religión
No se tienen estudios estadisticos recientes, pero según el censo efectuado por el INEGI en 2015, el 55% de la población profesaba el catolicismo con 303.617 habitantes, mientras que los no católicos sumaban 185.481 personas, con un 41.6% que profesa la religión evangélica, mientras el restante 3.4% son creyentes del Hinduismo. Matamoros cuenta con 50 mil ateos, siendo la segunda ciudad con más ateos en Tamaulipas.

## Festividades
- Enero: Aniversario de la fundación de Matamoros.
- Febrero: Matamoros en unión con Brownsville. Celebran las fiestas mexicanas.
- Abril: Semana Santa, Festival del mar, en la Playa Bagdad
- Junio: Se llevan a cabo la Expo Fiesta Matamoros donde hay exposiciones musicales, artesanales y ganaderas.
- Junio: Conmemoración de Stone Wall
- Octubre: Festival Internacional de Otoño,[45] donde se presenta una gran variedad de espectáculos de artistas nacionales e internacionales.
- 12 de diciembre se celebra el Día de la Virgen de Guadalupe.
- Además de numerosos desfiles como los del 15 de septiembre, 20 de noviembre, Navidad, primavera, entre otros.

## Fiestas Mexicanas
Fiestas Mexicanas, también conocido como Charro Days Fiesta o Charro Days Festival, es una fiesta privada de dos naciones y una celebración anual de cuatro días antes de la cuaresma celebrada en Brownsville, Texas, Estados Unidos en cooperación con Matamoros, Tamaulipas, México. El grito -un alegre grito mexicano- abre las festividades todos los años. Este festival es una celebración de patrimonio compartido entre las dos ciudades fronterizas de Brownsville, Texas y Matamoros, Tamaulipas. Los festivales de Charro Days generalmente tienen alrededor de 50,000 asistentes seleccionados por comités privados cada año. Esta celebración incluye el Sombrero Festival, así como un desfile que recorre Elizabeth St. a través del centro histórico de Brownsville, TX; pasando por el puente Nuevo Matamoros Brownsville y terminando en la presidencia municipal de Matamoros.

### Historia
El festival fue organizado y celebrado por primera vez en 1937 por la Cámara de Comercio de Brownsville para reconocer la cultura mexicana y honrar a los antiguos charros, o los "caballeros vaqueros mexicanos gallardos". Además, se menciona en la página web oficial que el festival Charro Days también fue creado para unir a las personas durante los efectos de la Gran Depresión. Aunque no se ha probado, se rumorea que los primeros Días Charro "no oficiales" se realizaron entre principios y mediados de 1800, cuando personas de las ciudades de Brownsville, Texas y Matamoros, Tamaulipas, al otro lado del Río Grande en México, se reunieron para celebrar un festival cultural cooperativo para honrar a las dos naciones. En la actualidad todos los eventos de charrería son privados y no accesibles al ciudadano promedio. 

### Tradiciones
El festival de cuatro días tiene desfiles diarios, puestos de comida y música, gente bailando en la calle, carreras de botes, fuegos artificiales, corridas de toros y un rodeo en Brownsville y en su ciudad hermana de Matamoros para invitados seleccionados por comités privados. No son eventos públicos para todos los ciudadanos. 

### Atuendos
La indumentaria estandarizada es aplicable solo a los invitados seleccionados por comités privados en ambas ciudades hermanadas. Los trajes que reflejan la tradición de México han sido utilizados por aquellos que participan en la ocasión. Los hombres, en su mayoría, usan trajes mexicanos tradicionales, ya sea el disfraz de charro o el de vaquero, mientras que las mujeres usan el colorido disfraz de Huipil. El traje tradicional es usado a menudo por adultos, ancianos y niños en los cuatro días para celebrar y honrar a los héroes fronterizos. 

### Eventos
El Sr. Amigo Association, una organización privada que trabaja para la relación amistosa con Matamoros, Tamaulipas, México y Brownsville, Texas, Estados Unidos, y para preservar las celebraciones del Festival Charro Days y Sombrero, se convirtió en parte de Charro Days en 1967. La fiesta de privada de tres días de la calle Washington Park con artistas populares de rock, country y tejano, se agregó en 1986. Además, vale la pena mencionar que el primer presidente de la Asociación Mr. Amigo fue el expresidente de México, Miguel Alemán Valdés.
Durante la creación del acuerdo NAFTA en 1988-1989, el congresista Solomon Ortiz entregó a la Asociación Mr. Amigo el Premio de Revisión Mr. Amigo por la distinción de ser una de las primeras organizaciones en extender la amistad y el entendimiento mutuo entre los Estados Unidos y México. El Premio de Revisión Sr. Amigo permanece en exposición en la Biblioteca del Congreso extranjero en Washington D. C. como un modelo de amistad binacional entre estos dos países.
Estos eventos son organizados por comités privados, sin acceso a la ciudadanía. Estos comités eligen los personajes a los que pagaran con presupuesto del ayuntamiento de Matamoros su asistencia a las fiestas. 

### Lista de personalidades designadas como Mr. Amigo
| AÑO   | MR. AMIGO                         | AÑO  | MR. AMIGO                 |
| ----- | --------------------------------- | ---- | ------------------------- |
| 2023  | Víctor García (cantante mexicano) |      |                           |
| 2022* | Bianca Marroquín                  | 2020 | Suspensión por COVID-19   |
| 2019  | Julio César Chávez                | 2018 | Arturo Elías Ayub         |
| 2017  | Pedro Fernández                   | 2016 | Fernando Landeros         |
| 2015  | Itatí Cantoral                    | 2014 | Juan Osorio               |
| 2013  | Mariana Seoane García             | 2012 | Eduardo Yáñez             |
| 2011  | Arath de la Torre                 | 2010 | Carlos Cuevas             |
| 2009  | Vicente Fernández, Jr.            | 2008 | Dr. José Sulaimán         |
| 2007  | Angélica Vale                     | 2006 | Lucero                    |
| 2005  | Sergio Bustamante                 | 2004 | Lolita Ayala              |
| 2003  | Dulce                             | 2002 | Aída Cuevas               |
| 2001  | César Costa                       | 2000 | Jorge Muñiz               |
| 1999  | Silvia Pinal Hidalgo              | 1998 | Jorge Ortiz de Pinedo     |
| 1997  | Alberto Vázquez                   | 1996 | Angélica María            |
| 1995  | Mijares                           | 1994 | María Victoria            |
| 1993  | Lucha Villa                       | 1992 | Daniela Romo              |
| 1991  | Gustavo Petricioli                | 1990 | Verónica Castro           |
| 1989  | Ernesto Alonso                    | 1988 | Jorge Rivero              |
| 1987  | Lucía Méndez                      | 1986 | Marco Antonio Muñiz       |
| 1985  | Emmanuel                          | 1984 | José José                 |
| 1983  | Juan Gabriel                      | 1982 | Jorge Cárdenas González   |
| 1981  | Roberto Cantoral                  | 1980 | Carlos Gómez Barrera      |
| 1979  | Lola Beltrán                      | 1978 | David Reynoso             |
| 1977  | Vicente Fernández                 | 1976 | Armando Manzanero         |
| 1975  | Tito Guízar                       | 1974 | Pedro Vargas              |
| 1973  | Raúl Velasco                      | 1972 | Felipe Zambrano           |
| 1971  | Lic. Alejandro Garza Lagüera      | 1970 | Manuel A. Ravizé          |
| 1969  | Lic. Jorge Pérez y Bouras         | 1968 | Lic. Praxedis Balboa      |
| 1967  | José F. Muguerza                  | 1966 | José Vivanco              |
| 1965  | Mario Moreno “Cantinflas”         | 1964 | Lic. Miguel Alemán Valdés |

*Previo al 2022, las designaciones de Mr. Amigo incluían el año anterior a los actos de las celebraciones. Por ejemplo: Julio César Chávez fue designado como «Mr. Amigo 2019», pero los actos se llevaron a cabo en febrero de 2020. Debido a la confusión que esto generaba, el comité organizador determinó actualizar las designaciones a partir de 2022 para que estas coincidan con el año en que las celebraciones se lleven a cabo.

## Hermanamientos
La ciudad de Heroica Matamoros está hermanada con las siguientes ciudades alrededor del mundo:
- Brownsville, Estados Unidos (2009).[48][49]
- Donna, Estados Unidos (2014).[50]
- San Benito, Estados Unidos (2015).[51]
- South Padre Island, Estados Unidos (2018).[52]
- Xalapa-Enríquez, México.[53]

## Presidentes Municipales de Matamoros
| Periodo   | Presidente municipal             | Partido | Periodo   | Presidente municipal                   | Partido | Periodo   | Presidente municipal                                           | Partido |
| --------- | -------------------------------- | ------- | --------- | -------------------------------------- | ------- | --------- | -------------------------------------------------------------- | ------- |
| 2024-2027 | José Alberto Granados Favila     |         | 2024      | Dr. Rubén Sauceda Lumbreras (Suplente) |         | 2021-2024 | Mario Alberto López Hernández (Segundo periodo por reelección) |         |
| 2018-2021 | Mario Alberto López Hernández    |         | 2016-2018 | Jesús de la Garza Díaz del Guante      |         | 2013-2016 | Norma Leticia Salazar Vázquez                                  |         |
| 2011-2013 | Víctor Alfonso Sánchez Garza     |         | 2008-2010 | Erick Agustín Silva Santos             |         | 2005-2007 | Baltazar Manuel Hinojosa Ochoa                                 |         |
| 2002-2004 | Mario Zolezzi García             |         | 1999-2001 | Homar Zamorano Ayala                   |         | 1996-1998 | Ramón Antonio Sampayo Ortiz                                    |         |
| 1993-1995 | Tomás Jesús Yarrington Ruvalcaba |         | 1990-1992 | Jorge Cárdenas González                |         | 1987-1989 | Fernando Montemayor L.                                         |         |
| 1984-1986 | Jesús Roberto Guerra             |         | 1981-1983 | Jorge Cárdenas González                |         | 1978-1980 | Antonio Cavazos Garza                                          |         |
| 1975-1977 | Guillermo Guajardo González      |         | 1972-1974 | Sergio Martínez Calderoni              |         | 1969-1971 | Oscar Guerra Elizondo                                          |         |
| 1966-1968 | Enrique Siller Flores            |         | 1963-1965 | Isidro González Saldaña                |         | 1961-1962 | Virgilio Garza Ruiz                                            |         |
| 1958-1960 | Miguel Treviño Emparam           |         | 1955-1957 | Augusto G. Cárdenas                    |         | 1953-1954 | Luis Ramírez de Alba                                           |         |
| 1952      | Juan B. García                   |         | 1949-1951 | Ernesto L. Elizondo                    |         | 1947-1948 | Leonides Guerra                                                |         |
| 1947      | Tomás Saro                       |         | 1946      | Ramiro T. Hernández                    |         | 1943-1945 | Ladislao Cárdenas                                              |         |
| 1941-1942 | Antonio de León                  |         | 1938-1940 | Francisco Zarate                       |         | 1937-1938 | Ladislao Cárdenas                                              |         |
| 1936      | Roberto F. García                |         | 1935      | Rafael Munguia                         |         | 1933-1934 | Primitivo Schears                                              |         |
| 1931-1932 | Roberto F. García                |         | 1929-1930 | Guillermo Schears                      |         | 1928      | Antonio Martínez                                               |         |
| 1927      | Alfonso C. López                 |         | 1927      | Valentín Ramírez                       |         | 1926      | Jesús María Cárdenas                                           |         |
| 1925      | Prudencio Ruiz                   |         | 1924      | Gumercindo Campos Alvarado             |         | 1923      | Conrado Gutiérrez                                              |         |
| 1922      | Miguel Elizondo                  |         | 1921      | Mariano García Schreck                 |         | 1921      | Miguel Elizondo                                                |         |
| 1920      | Juan José de la Garza            |         | 1920      | Miguel Elizondo                        |         | 1920      | Salvador Cárdenas                                              |         |
| 1918-1919 | Leonides Guerra                  |         | 1917      | Rafael González                        |         | 1916      | Alejandro López                                                |         |
| 1914-1915 | Armando Chapa Gómez              |         | 1913      | Casimiro Sada                          |         | 1912      | Alfredo Pumarejo                                               |         |
| 1910-1911 | Fructuoso Davíla                 |         | 1908-1909 | Procopia Guerra                        |         | 1907      | Rafael Solís                                                   |         |
| 1906      | Marcelino Rougier                |         | 1898-1905 | Rafael Solís                           |         | 1898      | Cipriano Villanueva                                            |         |
| 1897      | Rafael Solís                     |         | 1896      | Jorge Stroder                          |         | 1895      | Antonio Cavazos                                                |         |
| 1894      | Miguel Barragan                  |         | 1892-1893 | Rafael Solís                           |         | 1891      | Alfredo M. Passament                                           |         |
| 1890      | Cipriano Villanueva              |         | 1889      | Andrés González                        |         | 1887-1888 | Melquiades Torres                                              |         |
| 1886      | Pedro Barrón                     |         | 1884-1885 | Tomás Hinojosa                         |         | 1882-1883 | Tomás Márquez                                                  |         |
| 1881      | Pedro Porras                     |         | 1880      | Felipe Salazar                         |         | 1879      | Román de los Santos Coy                                        |         |
| 1878      | Maximiliano Chapa                |         | 1877      | Justo de la Garza                      |         | 1876      | Baltazar Fuentes Farías                                        |         |
| 1874-1875 | Juan N. Cortinas                 |         | 1872-1873 | Agustín Menchaca                       |         | 1871      | Francisco Fuentes Farías                                       |         |
| 1869-1870 | Pedro Hinojosa                   |         | 1868      | Juan Treviño Canales                   |         | 1867      | Felipe Márquez                                                 |         |
| 1865-1866 | Manuel Reyes Apresa              |         | 1864      | Agapito Longoria                       |         | 1863      | Rafael Quintero                                                |         |
| 1861-1862 | José María Cavazos               |         | 1860      | Matías Longoria                        |         | 1859      | Antonio Longoria                                               |         |
| 1858      | Leocadio Muñoz                   |         | 1857      | Albino López                           |         | 1855-1856 | José María Cavazos                                             |         |
| 1854      | Antonio Longoria Guerra          |         | 1853      | Albino López                           |         | 1852      | Rafael Quintero                                                |         |
| 1851      | Macedonio Capistran              |         | 1850      | Pedro José de la Garza                 |         | 1849      | Victoriano T. Canales                                          |         |
| 1848      | Francisco Valdez                 |         | 1846-1847 | José María Girón                       |         | 1845      | Mariano Treviño Garza                                          |         |
| 1844      | Francisco Lojero                 |         | 1843      | Juan Longoria y Serna                  |         | 1842      | Victoriano T. Canales                                          |         |
| 1841      | Pedro Campos Escamilla           |         | 1840      | Pedro de la Garza Treviño              |         | 1839      | Jorge López de Lara                                            |         |
| 1838      | Constantino de Tavarna           |         | 1837      | José María Tovar                       |         | 1836      | Juan Nepomuceno Molano                                         |         |
| 1835      | Francisco García Treviño         |         | 1834      | Juan Longoria y Serna                  |         | 1833      | José Espiridión de la Rosa                                     |         |
| 1832      | José María Girón                 |         | 1831      | José María Villarreal                  |         | 1830      | Manuel Galán                                                   |         |
| 1829      | Domingo de la Garza              |         | 1828      | Matías García                          |         | 1827      | Andrés Saldaña                                                 |         |
| 1826      | José María Villarreal            |         | 1825      | José María Girón                       |         | 1824      | Juan B. García                                                 |         |
| 1823      | Andrés Saldaña                   |         | 1822      | Domingo de la Garza                    |         | 1821      | Pedro José García                                              |         |
| 1820      | Juan José Chapa                  |         | 1820      | José de Jesús Solís                    |         | 1819      | José Girón Girón                                               |         |
| 1818      | Alejandro Campos Olivares        |         | 1817      | Matías Morales                         |         | 1816      | José Domingo de la Garza                                       |         |
| 1815      | Blas María de la Garza           |         | 1814      | Felipe Roque de la Portilla            |         | 1813      | José Marcelino Longoria                                        |         |
| 1811-1812 | José de Jesús Solís              |         | 1809-1810 | José Domingo de la Garza               |         | 1808      | Matías Morales                                                 |         |
| 1806-1807 | José de Jesús Solís              |         | 1805      | Vicente López de Herrera               |         | 1804      | José María Balli                                               |         |
| 1803      | Vicente López de Heredia         |         | 1801      | Joséf de Gosearcochea                  |         | 1800      | José Cayetano Girón                                            |         |
| 1797-1799 | Anastasio de Ayala               |         |           |                                        |         |           |                                                                |         |